# .sa
sa. هو امتداد خاص بالعناوين الإلكترونية (نطاق) للمواقع التي تنتمي للمملكة العربية السعودية، وتم تأسيسه سنة 1994، وتكون صيغة النطاق كالتالي: www.domainname.com.sa.
أيضا توجد نطاقات مثل:
| domain.com.sa | مواقع الشركات والعلامات التجارية المسجلة                                         |
| domain.net.sa | مواقع خدمات الإنترنت                                                             |
| domain.sch.sa | مواقع المدارس الابتدائية والمتوسطة والثانوية                                     |
| domain.med.sa | مواقع قطاع الصحة                                                                 |
| domain.edu.sa | المواقع التعليمية                                                                |
| domain.gov.sa | المواقع الحكومية                                                                 |
| domain.org.sa | مواقع المنظمات الغير ربحية في السعودية                                           |
| domain.pub.sa | المواقع التي لا تقع ضمن أي تصنيف اعلاه. (مواقع الأسماء الشخصية، القبائل،... الخ) |

هذا النوع من النطاقات يتم تسجيله من خلال وحدة خدمات الإنترنت في مدينة الملك عبد العزيز للعلوم والتقنية.

## وصلات خارجية
- الموقع الرسمي.
- معلومات عن IANS.sa.
- مدينة الملك عبد العزيز للعلوم والتقنية.